# Maria Celeste
Maria Celeste (Pàdua, 16 d'agost de 1600 - Arcetri, 2 d'abril de 1634), nascuda Virginia Gamba, va ser la filla primogènita del científic italià Galileo Galilei i Marina Gamba.
Tant ella com la seva germana Livia i el seu germà Vincenzio havien nascut fora del matrimoni. Per aquest motiu el seu pare va considerar que les seves filles Virginia i Livia no podien optar al matrimoni i les va cloure al convent de San Matteo, a Arcetri, prop de Florència, poc després que Virginia fes tretze anys, com tantes altres dones de l'època, ingressades en convents i abadies en contra de la seva voluntat. En fer els vots el 1616 Virginia va triar el nom de Maria Celeste en honor de la Verge Maria, la mare de Jesús, i per l'amor que el seu pare sentia per l'astronomia.
El 10 de maig de 1623 va començar una correspondència amb el seu pare. En total hi ha 124 cartes, 49 de les quals corresponen al període en què Galileu pateix el procés i posterior encarcerament per la publicació de Dialogo sopra i due massimi sistemi del mondo. Són cartes de consells i ajuda. Hi havia un intercanvi de regals, sobretot de menjar, molt ben rebuts per les germanes del convent. L'última carta és del 10 de desembre de 1633. A la mort de Galileu, al 1642, es van descobrir les cartes que havia escrit Virginia al seu pare; no, en canvi, les cartes del pare a la filla, que possiblement va fer desaparèixer la mateixa abadessa o el capellà confessor, tenint en compte que Galileu era, als ulls de la Inquisició, un heretge. La publicació d'aquestes cartes es va fer a Florència l'any 1891 amb la supervisió d'Antonio Favaro.
Virgínia va estar al costat del seu pare en aquests moments tan difícils fins a oferir-se per substituir-lo a la presó. Aquesta situació familiar va fer que la seva salut fos cada cop pitjor fins a arribar la seva mort a l'edat de 33 anys.
Un carrer de la ciutat de Florència porta el seu nomː Via Suor Maria Celeste.